# Леман, Жерар
Жерар Леман (фр. Gerard Mathieu Leman; 8 января 1851, Льеж— 17 октября 1920, там же) — бельгийский военный деятель, генерал-лейтенант. Отвечал за военное обучение короля Бельгии Альберта I. Во время Первой мировой войны командовал Льежским укреплённым районом. Немецким войскам пришлось применить тяжелую артиллерию, чтобы прорвать оборону и захватить Лемана в плен. Он был освобождён в конце войны и умер в 1920 году.

## Биография

### Молодость
Родители Жерара : отец, Жорж-Аугуст Леман, был капитаном артиллерии и профессором Королевской военной академии, мать Мари Кипс. Среднее образование получил в военном училище Брюсселя с 1867 по 1869 год. В 1872 году получил звание лейтенанта в инженерных войсках.

### Военная карьера

#### До Первой мировой войны
Во время франко-прусской войны 1870 года служил в бельгийском наблюдательном корпусе. В 1882 году он стал членом преподавательского состава Королевской военной академии и 26 декабря 1905 года возглавил её. Он оказывал значительное влияние на преподаваемую военную дисциплину и, в частности, математику.
В этот период он также руководил военным образованием будущего короля Альберта I.

#### Подготовка обороны Льежа
Назначенный генерал-лейтенантом от пехоты 26 июня 1912 года, в январе 1914 года стал командующим укрепленных позиций Льежа и 3-й армейской дивизией. Жерар был готов замедлить войска Германии на сколько это было возможно. Для строительства обороны было направлено 18 000 человек. Оборонительные сооружения вокруг города были построены между 1888 и 1891 годами по проекту инженера Анри Бриальмона . Во время визита бельгийский министр отмечает, что эта работа обращена в сторону Германии, подрывая тем самым нейтралитет Бельгии, прописанный в Лондонском договоре 1839 года. Леман, не впечатленный его словами, говорит :
" Бельгия поблагодарит меня, если война состоится, а если это не так, вы можете взять мои звезды генерала "

#### Битва за Льеж
5 августа 1914 года германская армия под командованием генерала Отто фон Эммиха подошла к Льежу и выдвинула ультиматум. Генерал Леман отказался сдаться. Битва за Льеж началась в ночь с 5 на 6 августа, в 4 часа 30 минут. На штаб-квартиру Лемана на улице Сент-Фойноте напала немецкая разведывательная рота. Несмотря на то, что нападение было отбито, генерал Леман переносит то, что осталось от его штаба, в Форт Лонсен, которым командовал полковник Виктор Наессенс.
Поскольку немецкие войска не смогли победить и подчинить форты своими силами, они стали ждать прибытия цеппелинов и, прежде всего, тяжелой артиллерии (" Большой Берты "). Жерар Леман был захвачен 15 августа без сознания, им было получено сильное сотрясение и ранение, найден он был в руинах форта Лонсен после интенсивной бомбардировки, которая длилась 24 часа, и последующего взрыва внутреннего арсенала форта.

### Плен
В знак уважения за храбрость, Леману было разрешено оставить свой меч во время пленения. Также он настаивал, чтобы в отчёте о его захвате фигурировало то, что он не сдался, а был подобран без сознания. Сначала он был переведен в Магдебургскую крепость, где 1 сентября ему ампутировали палец ноги, заживление которого закончилось только в январе 1915 года. Он пишет: «Я получил здесь профессиональную и преданную медицинскую помощь, и в течение десяти дней мне становится лучше».
7 апреля 1915 года генерал был переведён в лагерь Бланкенбург-им-Марк. Тут у него наблюдаются проблемы со здоровьем, осложнённые диабетом. Был досрочно освобождён 19 декабря 1917 года по состоянию здоровья. После выздоровления в Швейцарии Леман присоединился к бельгийскому правительству в изгнании в Сент-Адрессе, недалеко от Гавра. 21 июля 1918 года в честь его приезда был организован торжественный ужин.

### Послевоенный период
В ноябре 1918 года он был встречен героем в своем родном городе и остался там, чтобы написать свой доклад королю об обороне Льежа в августе 1914 года (отредактировано только в 1960 году). Король продержал его на службе без ограничений по возрасту и дал ему дворянские грамоты, подтверждающие что он граф, 15 ноября 1919 года. Умер 17 октября 1920 года от пневмонии.
Похоронен на кладбище Икселя в пригороде Брюсселя.

## Письменные работы
- Leçons de statique graphique (Уроки статичной графики), 1887

- Cours de résistance des matériaux (Приблизительно : Курс партизанского сопротивления), 1895 ;
- Note sur la stabilité des routes circulaires (Отчёт стабильности на круговых дорогах), 1900 ;
- Sur l’enseignement de l’analyse infinitésimale (О преподавании инфинитезимального анализа), 1901 ;
- Rapport au Roi sur la défense de Liège en août 1914 (Доклад королю об обороне Льежа в августе 1914), 1920 (но опубликовано в 1960 году Жорж Хауткель)

## Память

### В названиях мест
- Бельгия
  - Во Льеже площадь Франге переименована в Площадь генерала Лемана с 1918 года.
  - В Эттербеке улица Рантьеров переименована в улицу Генерала Лемана в ноябре 1918 года. Обратите внимание, что она уже имела такое название в начале войны, но немецкие оккупанты потребовали вернуться к старому варианту.
  - В Ансе, Шатле, Кольфонтене, Дуре, Ангене, Флемале, Фрамери, Анси, Хьюзи, Хуоне, Джемаппесе, Джемеппе-сюр-Мез, Лёз-ан-Эно, Мускроне, Нивеле, Роувероу, Роукс, Сенефе и Везоне имеются площади, улицы и проспекты, названные в честь генерала Лемана.